# Samozaložba
V  samozaložbi je avtor hkrati tudi založnik. Založništvo po temu principu pomeni, da je avtor sam odgovoren za vse, tako za uspešno poslovanje kot tudi za izgubo. Sam mora poskrbeti vse založniške funkcije, od proizvodnje, propagande do razpečevanja.
Pri oglaševanju imajo možnost le prave založbe, ki imajo za to točno določena finančna sredstva. Najtežja je gotovo funkcija distribucije knjige, saj samozaložnik nima svojega zastopnika, praviloma pa tudi ni vpeljan v distribucijske kroge, zato ponuja le minimalen prihodek. 
Dodatna slabost je, da samozaložba praviloma nima pripravljenega programa knjig in zato ponuja en sam proizvod, kar praviloma ne more prinesti večjega dobička in literarne slave. V celotnem založniškem procesu je samozaložniku v veliko pomoč tehnika namiznega založništva, ki mu z nekaj znanja lahko omogoči pripravo knjige do tiska.
Možnosti samozaložništva kljub vsemu ne gre podcenjevati. V zgodovini sta znana dva primera izredno uspešnih knjig, izdanih na ta način. Prva je kuharska knjiga hanseatske kuhinje neke hamburške gospodinje, ki je nastala v sodelovanju s tipografi in je bila tako lepo oblikovana, da so jo bibliofilsko faksimilirali. Drug primer, ki izstopa, je kuharska knjiga bavarke Julije Lutz, ki je izšla v 28 izdajah in je bila knjigotrško prodana v skoraj 256 000 izvodih, še preden jo je založba uvrstila v svoj program.
Pomemben podatek je tudi, da so prenekatere današnje tuje založbe, ki spadajo k največjim, začele kot samozaložbe, kot npr. Oldenburška skupina (Oldenbourg - Gruppe) in Langenscheidt.

## Samozaložništvo v Sloveniji

### Ustanovitev samozaložbe
Samozaložbo lahko v Sloveniji ustanovi vsak, ki je za svoje ideje in zamisli prelil na papir in jih želi predstaviti širšemu krogu ljudi. Za registriranje te dejavnosti ni potreben obvezni vložek kapitala, kot se to zahteva pri raznih drugih podjetjih.
V strukturi cene knjige, izdane v samozaložbi, je poleg stroškov v zvezi z založništvom vključeno tudi plačilo za avtorske pravice, zato bi moral avtor izpostavi posebej prijaviti dohodek od avtorskih pravic ter od tega plačati davek od dohodkov iz premoženjskih pravic.

### Delovanje samozaložbe
Tehnologija založniškega dela je sestavljena iz več faz, ki jih lahko razdelimo na:
- Programske usmeritve
- Zbiranje in ocenjevanje rokopisov
- Pogodbe z avtorji
- Program izdaj (navadno letni)
- Subvencije, sozaložništva, pogodbe
- Terminiranje izdaj
- Lektoriranje
- Oblikovanje, tehnična ureditev, izbor tiskarne
- Zbiranje prednaročil
- Grosistična prodaja, odkupi
- Korekture - uredniške, avtorske
- Prelom
- Tisk
- Določanje prodajnih poti
- Promocija
- Prodaja
- Obračun

Glavne naloge po nosilcih opravljajo glavni in odgovorni urednik, urednik in komerciala oz. knjigotrštvo. Založba je tako razdeljena na številne oddelke, ki med seboj sodelujejo in se dopolnjujejo ter s svojim delom omogočajo normalno poslovanje.
V samozaložbi založniški proces poteka podobno, od založbe se razlikuje po tem, da je glavni nosilec vseh funkcij dela, samozaložnik sam.

### Od rokopisa do knjige
Ko avtor zaključi svoje delo in oceni, da je pripravljeno za objavo, se loti samozaložniškega procesa. Zadnjo korekturo že lektoriranega rokopisa je treba poslati na Narodni in univerzitetni knjižnici, ker mora vsaka knjiga imeti svoj CIP oz. kataložni zapis, s pomočjo katerega se vodi evidenca o knjigah in UDK (univerzalna decimalna klasifikacija), ki opredeljuje številsko označevanje vsebine dokumenta.
Naslednji korak je tehnična priprava rokopisa, kjer se je potrebno odločiti za format, videz in vezavo knjige, v končni fazi pa tudi za vrsto materialov in naklado. Pomembno je, ali bo knjiga vsebovala ilustracije, fotografije, kakšen bo tisk, papir ipd.
Za izgled knjige je izredno pomembna tudi njena vezava. Odločitev za trdo ali mehko vezavo temelji tako na uporabnosti kot trajnosti publikacije. Pri knjigah manjšega obsega, z dnevno ali kratkotrajno uporabno vrednostjo, se je po navadi bolj smiselno odločiti za mehko oz. broširano vezavo; za trajnejšo uporabo in za pogostokrat uporabljano knjigo pa je primernejša trda vezava. S komercialno knjigotrškega vidika je gotovo zanimivejša trda vezava, prav tako za hranjenje na knjižni polici. Trda vezava je dražja, zato je tudi prodajna cena knjige višja. Običajno broširane knjige dosegajo višje naklade.
Najbolj pomemben element knjige je gotovo naslovna stran, saj nekako izraža »dušo« knjige in s tem pritegne ali pa odvrne kupce, da sežejo po njej. 
Vse omenjeno je delo oblikovalca oz. tehničnega urednika knjige, katerega si mora poiskati samozaložnik. Glede na razširjenost računalništva in namizno-založniških programov, pa se lahko tega dela loti samozaložnik sam, če je le pripravljen del svojega časa posvetiti spoznavanju programa.
Rokopis nato prevzame tiskarna, kjer v prvi fazi naredijo korekture, ki jih mora avtor pregledati zaradi odprave morebitnih tipkovnih, slovničnih ali tehničnih napak.
Preden je knjiga natisnjena, mora biti znana tudi njena prodajna cena, katero se določi glede na seštevek vseh stroškov, ki so bili s to knjigo. Za samozaložbe je značilno, da knjig ne izdajajo v velikih nakladah, saj gre po navadi za naslove, ki tržno niso najbolj zanimivi, zato se natisnejo le v nekaj sto izvodih. Cena takšnih knjig je zato razmeroma visoka, prodaja pa majhna, zato po navadi prihaja do izgub.
Ko je cena knjige določena in ko so natisnjeni prvi izvodi, se začne najbolj težavna in vprašljiva naloga. Kako knjigo prodati?

### Prodaja knjige
Najpomembnejše je, da se o knjigi razširi kar največ informacij. Pri tem pa so na voljo številna oglaševalska sredstva, od propagandnih letakov, oglasov v tiskanih medijih, neposrednih povabil potencialnih kupcev k nakupu v prednaročilu ali kar naročilu z znižano ceno, do propagandnih sporočil v elektronskih medijih, ki postajajo vse bolj popularna. Izredno učinkoviti so tudi knjižni sejmi, kjer se med drugim predstavljajo novosti, literarni večeri ipd. 
Značilno za samozaložništvo je, da za njim ne stoji prodajna knjigotrška mreža, kar je po eni strani slabost te vrste založništva. Ker je po navadi samozaložnik denarno odvisen od prodaje svojih knjig, na zalogi pa nima večjega kapitala, ki bi ga lahko vložil v propagando, je njegova možnost propagande in informiranja o izidu knjige v primerjavi z velikimi založbami precej okleščena. Kljub temu pa obstajajo možnosti, ki so denarno ugodne in zajamejo širok krog potencialnih kupcev.
Če ima samozaložnik možnost, je lahko izredno koristno, da nekoliko pred izidom knjige skliče tiskovno konferenco, na katero povabi vse novinarje, ki bi jih tematika knjige utegnila zanimati. S tem si zagotovi informacije o knjigi v različnih medijih, tako v časopisih, radiu ali morda celo na televiziji. Res pa je, da si to lahko privoščijo samo poznani avtorji, saj novinarji za neznane praviloma niso zainteresirani. Idealno je, če novinar napiše dobro kritiko o knjigi in priporoči njen nakup. Na ta način se na začetku lahko proda največ izvodov že v prednaročilu, ko je cena knjige za kupce še najbolj ugodna.
Samozaložnik je sam odgovoren tudi za prodajo knjig, za katero mirno rečemo, da je najbolj težaven proces v samozaložništvu knjige. 
Prodaja se začne s prednaročili, katera samozaložnik pošlje kupcem prejšnjih knjig, če jih ima, knjižnicam in podjetjem, ki bi jih knjiga utegnila zanimati. Po številu prednaročil lahko samozaložnik sklepa, ali bo prvotna naklada knjige zadostna ali ne. Čez nekaj časa, ko ima založnik natisnjene vse knjige, se postopek pošiljanja ponudb ponovi, le da je tokrat cena stalna in nekoliko višja od prednaročniške.
Po vsem tem lahko zaključimo, da ima samozaložba pomembno družbeno funkcijo, saj omogoča tiskanje manjših naklad, katerih si velike založbe ne morejo privoščiti. Publikacije, ki jih ponujajo samozaložniki, pa bogatijo ponudbo knjižnega trga, ki bi sicer ponujal le tržne uspešnice.

### Znani in malo manj znani slovenski samozaložniki
Samozaložba Nahtigal, Valentin Cundrič, Srečko Herman, Anton Komat, Karl Petrič,Vili Vesenjak, Kristian Kolman, Dušica Kunaver, Nada Križnar April Zuljan in partner, Ivan Ocvirk, Milan Dolgan,Uroš Močnik, Joža Vovk, Irena Oman-Purič, Hermina Jakopič, Jaka Šubic, Ivan Zorec.

## Nekaj znanih tujih samozaložnikov
Stephen Crane, E. E. Cummings, Deepak Chopra, Benjamin Franklin, Zane Grey, Pat Ingoldsby,Rudyard Kipling, D. H. Lawrence, Thomas Paine, Edgar Allan Poe, Ezra Pound, Carl Sandburg, George Bernard Shaw, Upton Sinclair, Gertrude Stein, Henry David Thoreau, Walt Whitman in Mark Twain.